# Pela (Grčka)
Pela (grč. Πέλλα [Pélla]), bio je drevni grčki grad Kraljevine Makedonije, danas je dio Egejske Makedonije u Grčkoj. Za vrijeme Bizantskog i Osmanskog carstva, Pela je bila poznata pod imenom Postol. Rodni je grad Aleksandra Makedonskog.

## Povijest
Grad je vjerojatno osnovao Arhelaj I. (413. – 399. pr. Kr.) ili Aminta III. kao novi glavni grad makedonske države umjesto grada Aigie. Najraniji izvor koji potvrđuje postojanje Pele jest Herodotov koji opisuje perzijsku kampanju i Tukidid u opisu makedonske ekspanzije i rata protiv Sitalkesa, kralj Tračana. Nakon toga Pela je bila središte Filipa II. Makedonskog i njegovog sina Aleksandra Makedonskog. Prema Ksenofontu, tijekom 4. stoljeća, bio je najveći grad u Makedoniji. Bila je glavni grad dok Rimljani nisu pokorili makedoniju. Kasnije je grad uništen u zemljotresu, a zatim obnovljen. Oko 180. pr. Kr. Lukijan grad opisuje kao danas nevažan i sa svega nekoliko stanovnika.
Grad je privlačio poznate umjetnike doba, kao slikara Zeuksida, pjesnike Timoteja Miletskog i Euripida.

## Vanjske poveznice
- Pela na enciklopedija.hr